# Teleks w Polsce

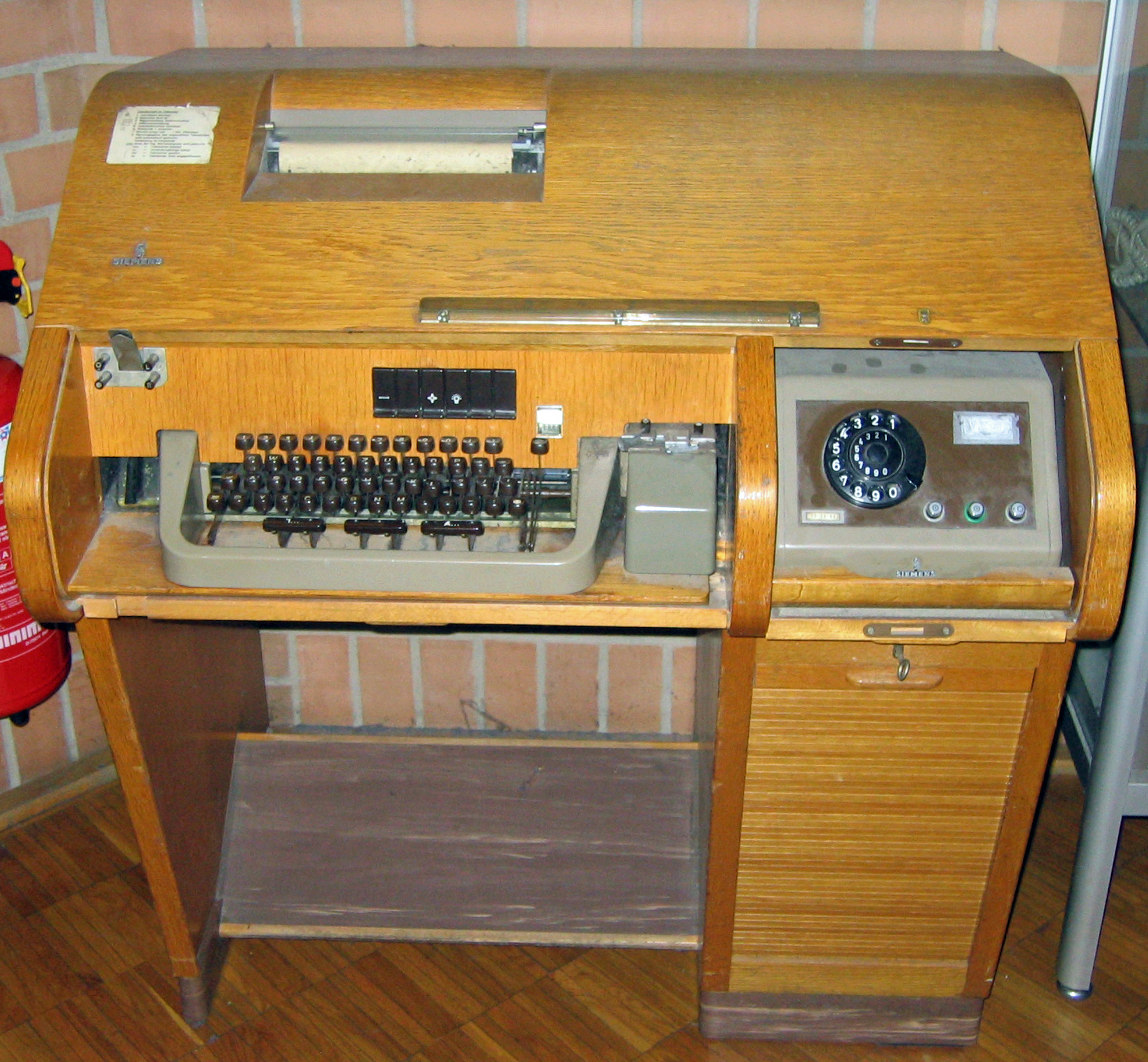
T100 firmy Siemens

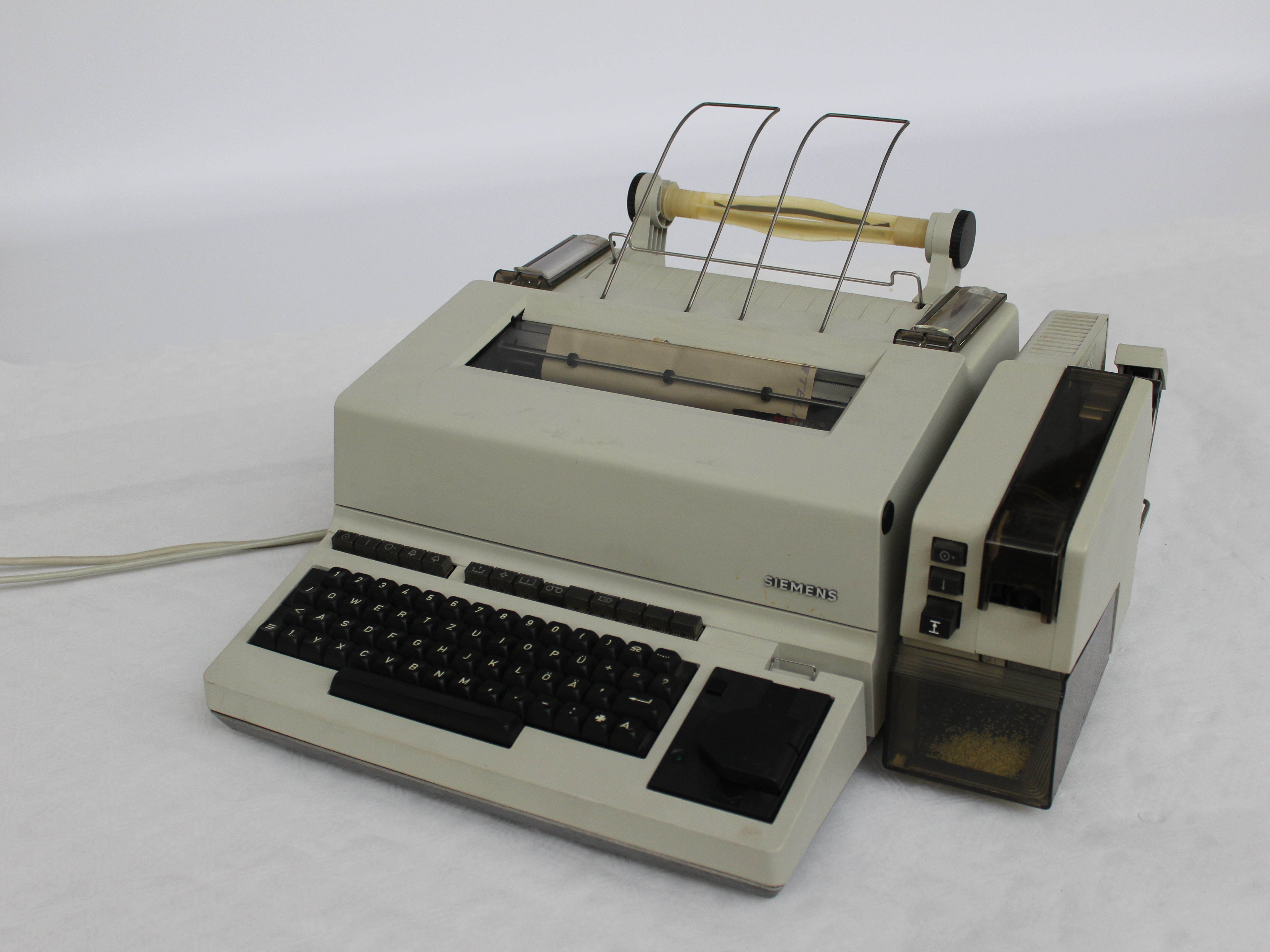
T1000 firmy Siemens

Teleks w Polsce – sieć teleksowa wraz z połączeniami z siecią międzynarodową, urządzenia abonenckie przyłączone do wymienionej sieci oraz system usług teleksowych na terenie Polski. Pierwszy teleks uruchomiono w Polsce w 1929 r. Usługi teleksowe nie są już w Polsce oferowane, a zakończenie ich świadczenia miało miejsce w 2007 r.

## Historia
Pierwszy teleks na terenie Polski uruchomiono w Poznaniu. Został on zainstalowany w 1929 r. specjalnie na Powszechną Wystawę Krajową. Fakt ten umożliwił realizację krajowych i międzynarodowych połączeń telegraficznych z urzędami pocztowo-telegraficznymi . Po zakończeniu II wojny światowej rozpoczęto budowę sieci teleksowej. W 1961 roku było około 700 abonentów teleksowych, a w 1994 roku około 30 tysięcy. W kolejnych latach teleks wypierany był przez telefaks . Możliwość korzystania z teleksu została zamknięta w 2007 r.  
W latach 70. XX wieku stworzono w Polsce system ewidencji ludności oparty na komputerowej bazie danych o nazwie PESEL, zawierającą dane o obywatelach (do 1986 r. zawierał 40 milionów rekordów). Dopełnieniem systemu komputerowego było jak na owe czasy innowacyjne rozwiązanie polegające na zintegrowaniu tego systemu z siecią teleksową, co umożliwiało wysyłanie oraz odbieranie danych z tej bazy, w tym drukowanie na urządzeniach końcowych danych o wybranym obywatelu .
Istniała możliwość stosowania krótkiej nazwy użytkownika złożonej z kilku liter, po których umieszczano znak spacji (odstępu) oraz kodu kraju, który dla Polski miał postać oznacznika „pl”. Dostępna była też możliwość wysyłania jednego teleksu do wielu odbiorców, co stosowano między innymi w Polskiej Agencji Prasowej przy wysyłaniu informacji do grupy redakcji .

## Aspekty techniczne
W Polsce powojennej zbudowano dwie sieci telegraficzne: teleksową i telegramową. Obie sieci określano jako dwupłaszczyznowe z tego względu, że zawierały dwa rodzaje central, a mianowicie były to centrale węzłowe i zbiorcze, oznaczane dla sieci teleksowej odpowiednio CATX-W i CATX-Z. Układ połączeń natomiast zbudowany był jako układ mieszany, obejmujący zarówno układy połączeń w gwiazdę, jak i układy połączeń wieloboczne. Szybkość transmisji wynosiła 50 bodów. Była to transmisja asynchroniczna. W połączeniach teleksowych obowiązywał międzynarodowy alfabet telegraficzny nr 2 (CCITT nr 2), nazywany również alfabetem dalekopisowym nr 2. Istniała jednak możliwość w ramach sieci krajowej stosowania innych kodów, a ponadto istniała możliwość transmisji danych oraz transmisji w trybie synchronicznym.

## Sieć teleksowa w Polsce z 1976 r.
W 1976 r. w polskiej sieci teleksowej dominowały telegraficzne urządzenia komutacyjne oparte na wybierakach podnosząco-obrotowych. W tym czasie w sieci teleksowej funkcjonowały cztery automatyczne centrale węzłowe (odpowiednio miasto i numer centrali zbiorczej położonej przy centrali węzłowej): Warszawa 81, Katowice 31, Poznań 41 i Gdańsk 51. Centrale te były ze sobą połączone „każda z każdą”. Ponadto istniały centrale zbiorcze połączone z jedną centralą węzłową i jako drugą zawsze z centralą warszawską. Były to następujące centrale (miasto, numer centrali zbiorczej i centrala węzłowa z którą dana centrala zbiorcza była połączona z numerem centrali, z pominięciem centrali warszawskiej): Kraków 032 – Katowice 03, Opole 033 – Katowice 03, Wrocław 034 – Katowice 03, Kielce 82 – Katowice 03, Rzeszów 83 – Katowice 03, Lublin 84 – Katowice 03, Łódź 88 – Katowice 03, Radom 87 – Katowice 03, Szczecin 42 – Poznań 04, Zielona Góra 043 – Poznań 04, Bydgoszcz 086 – Poznań 04, Olsztyn 052 – Gdańsk 05, Koszalin 053 – Gdańsk 05, Białystok 85 – Gdańsk 05. Zatem było wówczas w Polsce 14 central zbiorczych poza miastami, w których były centrale węzłowe i 4 centrale zbiorcze przy centralach węzłowych, razem 18 central zbiorczych. Do central zbiorczych przyłączano w układzie gwiaździstym abonentów z aparatami końcowymi. Ponadto w Warszawie znajdowała się jedyna centrala międzynarodowa umożliwiająca połączenie sieci krajowej z sieciami zagranicznymi.
| centrala węzłowa | centrala węzłowa | centrala zbiorcza | centrala zbiorcza | centrala zbiorcza                                         |
| miasto           | numer            | miasto            | numer             | rodzaj połączenia                                         |
| ---------------- | ---------------- | ----------------- | ----------------- | --------------------------------------------------------- |
| Warszawa         | 8                | Warszawa          | 81                | w miejscu (bezpośrednio nadrzędna centrala węzłowa)       |
| Katowice         | 03               | Katowice          | 031               | w miejscu (bezpośrednio nadrzędna centrala węzłowa)       |
| Katowice         | 03               | Kraków            | 032               | wiązka łączy do bezpośrednio nadrzędnej centrali węzłowej |
| Katowice         | 03               | Opole             | 033               | wiązka łączy do bezpośrednio nadrzędnej centrali węzłowej |
| Katowice         | 03               | Wrocław           | 034               | wiązka łączy do bezpośrednio nadrzędnej centrali węzłowej |
| Katowice         | 03               | Kielce            | 82                | wiązka łączy do drugiej centrali węzłowej                 |
| Katowice         | 03               | Rzeszów           | 83                | wiązka łączy do drugiej centrali węzłowej                 |
| Katowice         | 03               | Lublin            | 84                | wiązka łączy do drugiej centrali węzłowej                 |
| Katowice         | 03               | Radom             | 87                | wiązka łączy do drugiej centrali węzłowej                 |
| Katowice         | 03               | Łódź              | 88                | wiązka łączy do drugiej centrali węzłowej                 |
| Poznań           | 04               | Poznań            | 041               | w miejscu (bezpośrednio nadrzędna centrala węzłowa)       |
| Poznań           | 04               | Szczecin          | 042               | wiązka łączy do bezpośrednio nadrzędnej centrali węzłowej |
| Poznań           | 04               | Zielona Góra      | 043               | wiązka łączy do bezpośrednio nadrzędnej centrali węzłowej |
| Poznań           | 04               | Bydgoszcz         | 86                | wiązka łączy do drugiej centrali węzłowej                 |
| Gdańsk           | 05               | Gdańsk            | 051               | w miejscu (bezpośrednio nadrzędna centrala węzłowa)       |
| Gdańsk           | 05               | Olsztyn           | 051               | wiązka łączy do bezpośrednio nadrzędnej centrali węzłowej |
| Gdańsk           | 05               | Koszalin          | 053               | wiązka łączy do bezpośrednio nadrzędnej centrali węzłowej |
| Gdańsk           | 05               | Białystok         | 85                | wiązka łączy do drugiej centrali węzłowej                 |

## Sieć teleksowa w Polsce z 1985 r.
Według stanu z końca 1985 r. sieć teleksowa w Polsce opierała się na centralach zbiorczych rozmieszczonych w 43 miejscowościach. W przeważających przypadkach były to miasta wojewódzkie. Natomiast centrale węzłowe w tym czasie znajdowały się w Warszawie, Gdańsku, Poznaniu, Katowicach, Wrocławiu i Kielcach. Abonenci teleksowi, poprzez tak zwane łącze abonenckie, przyłączani byli do central zbiorczych. Centrale te (z pewnym wyjątkiem dotyczącym zbiorczej centrali warszawskiej) dołączone były do dwóch central węzłowych, w tym zawsze do jednej centrali węzłowej zlokalizowanej w Warszawie, co oznaczało, że ta centrala połączona była z każdą centralą zbiorczą. Ponadto jako jedyna w tym czasie połączona była także z centralą międzynarodową. Centrale węzłowe spełniały wyłącznie funkcje tranzytowe i nie dołączano do nich linii abonenckich, ale w miejscu zainstalowania centrali węzłowej sytuowano także centralę zbiorczą. Były one połączone „każda z każdą” i wszystkie miały przyporządkowane określoną liczbę central zbiorczych.
W tak utworzonej sieci każda centrala zbiorcza miała przypisany swój numer. Centrale zbiorcze w obszarze warszawskiej centrali węzłowej miały numery dwucyfrowe, a centrale zbiorcze położone w obszarach pozostałych central węzłowych miały numery trzycyfrowe. Numer abonenta sieci teleksowej składał się z dwóch części. Pierwszą część stanowił numer centrali zbiorczej, do której abonent był dołączony, a drugą część numeru stanowił trzycyfrowy lub czterocyfrowy numer indywidualny w ramach puli numerów danej centrali zbiorczej. Numeracja central węzłowych i położonych przy nich central zbiorczych była następująca: Warszawa – 8 i 81, Katowice – 03 i 031, Poznań – 04 i 041, Gdańsk – 05 i 051, Kielce – 06 i 061, Wrocław – 07 i 071.
Wybór numeru z którym miało nastąpić połączenie teleksowe mógł być pełny lub uproszczony. Uproszczony sposób wyboru numeru dotyczył połączeń lokalnych w obrębie danej centrali zbiorczej i polegał na podaniu wyłącznie numeru końcowego (druga część numeru abonenta). Natomiast jeżeli pierwszą cyfrą numeru była cyfra 0 lub 8 to oznaczało wybór połączenia z abonentem przyłączonym do innej centrali zbiorczej, przy czym dla cyfry 0 połączenie było kierowane do centrali węzłowej dla danego obszaru centrali zbiorczej, a dla cyfry 8 do węzłowej centrali warszawskiej. Cyfra 9 zarezerwowana była dla służb specjalnych. Ponadto należy wskazać, że abonent teleksowy nie mógł łączyć się z siecią telegramową, ale możliwe było połączenie odwrotne, tj. połączenie z sieci telegramowej z abonentem sieci teleksowej. Taryfikator dotyczący opłat za połączenia teleksowe uwzględniał strefę i czas połączenia. Strefa pierwsza dotyczyła połączeń lokalnych, a druga połączeń międzycentralowych.
Technicznie w tym czasie stosowano łącznice telegraficzne TW-55. Podstawowym urządzeniem abonenckim (końcowym – telegraf) w tym czasie był dalekopis, między innymi mechaniczny T-51 i T100 i elektroniczny T1000. Ponadto dostępne były urządzenia okólnikowe TUO montowane w centralach telegraficznych umożliwiające rozsyłanie jednej wiadomości do maksymalnie 40 abonentów odbierających, przy czym maksymalna liczna abonentów wywołujących wynosiła 30. W tym czasie do kontroli zniekształceń występujących w transmisji teleksowej stosowano telegraficzny nadajnik pomiarowy TNP-1, miernik-sygnalizator zniekształceń arytmicznych MSa-2 oraz telegraficzny automat pomiarowy typu TAP.

## Polskie komputerowe stacje teleksowe
W Polsce w drugiej połowie lat 80. oraz w latach 90. XX wieku prowadzono produkcję mikrokomputerowych stacji teleksowych. Między innymi produkowano następujące modele:
MTX-50/Mmikrokomputerowa stacja teleksowa, oferowana była przez Zakład Przemysłowo-Uczelniany MERA-KFAP; składa się na nią jednostka centralna (mikrokomputer oparty na komputerze MK-50 wyposażonym w pamięć zewnętrzną na dysku elastycznym 5,25 cala – dyskietka o pojemności 360 kB – do archiwizowania treści teleksów przygotowywanych przy użyciu edytora tekstów do nadania oraz nadanych i przyjętych wiadomości), klawiatura z pełnym zestawem znaków telegraficznych, monitor ekranowy oraz drukarka; cena zestawu według cennika z początku 1991 r. wynosiła 13 900 000,00 zł  .
PCX-2001teleks zbudowany na bazie komputera klasy PC oferowany przez MERA-KFAP; funkcje teleksu realizowane były niezależnie od pracy komputera, który mógł służyć także do innych celów, ponadto urządzenie miało zasilanie bateryjne i interfejs teleksowy drukarki, wyposażone zostało dodatkową ochrona przed dostępem osób niepowołanych, dostępny był odpowiedni edytor tekstu do redakcji treści nadawanych teleksów i innych tekstów; cena zestawu z 1991 r. wynosiła 17 000 000,00 zł .
Supertelex ADCdalekopis elektroniczny produkowany przez Zakłady Urządzeń Komputerowych MERA-ELZAB z Zabrza na bazie licencji amerykańskiej firmy American Datacom; był to pierwszy produkowany w Polsce dalekopis komputerowy; wyposażony był w 14 calowy monitor oraz bateryjne podtrzymywanie pamięci  .
TELE-901teleks komputerowy firmy ELEKTRONIX z Warszawy dostępny od 1991 r., w 1992 r. był już stosowany między innymi w ministerstwach, bankach, firmach produkcyjnych, handlowych i transportowych; wyposażony w edytor tekstu umożliwiający tworzenie dokumentów w języku polskim, angielskim, niemieckim, francuskim i rosyjskim (cyrylicą) .
Ponadto produkowano przetworniki telegraficzne do współpracy z mikrokomputerami, takie jak np. TX-50 produkowana przez zakłady Mera-KFAP z Krakowa  czy interfejs teleksowy CX-2001 przystosowany do komputerów klasy IBM PC/XT/AT tego samego producenta (cena z 1991 r.: 8.500.000,00 zł, oraz cena za instalację 1.500.000,00 zł) oraz przystawka teleksowa TelexBox 64 do komputerów klasy IBM PC/XT/AT polsko-singapurskiej spółki ComPol z Poznania .